# Ливчицы (Львовский район)
Ливчицы (укр. Лівчиці) — село в Комарновской городской общине Львовского района Львовской области Украины.
Население по переписи 2001 года составляло 400 человек. Занимает площадь 6,94 км². Почтовый индекс — 81574. Телефонный код — 3231.